# Сливовский, Кароль
Ка́роль Кили́ан Стани́слав Сливо́вский (пол. Karol Kilian Stanisław Śliwowski, Карл Генрихович Сливовский; 29 июня 1847, местечко Заболотье, Витебская губерния — 5 января 1933, поселение Седанка на Дальнем Востоке) — епископ Римско-католической церкви.

## Биография
Получил образование в Варшаве, Франции и Германии, получил диплом инженера в Петербурге. Затем окончил католическую Сейнскую духовную семинарию и католическую Императорскую духовную академию со степенью магистра богословия.
С 1883 года — священник, викарий прихода в Сенно. С 1890 года — администратор и декан в Лепеле, где построил храм, однако вступил в конфликт со священниками, которые пользовались поддержкой властей. После этого в 1897 году был переведён в Казань, где также построил храм. Служил в этом городе настоятелем, законоучителем для детей католиков во всех средних учебных заведениях города (с 1900) и военным капелланом. С 1912 года служил в приходе во Владивостоке, где построил третий в своей жизни храм в неоготическом стиле. Старый молитвенный дом был им переоборудован для размещения в нём малой семинарии.
2 февраля 1923 года назначен епископом во Владивосток; хиротония состоялась в храме Святого Станислава Харбине 28 ноября того же года (консекратор — арх. Чельсо Костантини, в то время апостольский делегат в Китае, впоследствии кардинал). 
Смог перейти советско-китайскую границу и вернуться в свою епархию, но его служение проходило в трудных условиях. Приходской дом, здание семинарии, польская школа и приют для сирот были национализированы, сам епископ Сливовский выселен из Владивостока и поселился под надзором органов госбезопасности в поселении Седанка, где и скончался[когда?]. Похоронен на местном кладбище. За годы Советской власти кладбище уничтожено, могила епископа не сохранилась.